# 平野将光
平野 将光（ひらの まさみつ、1983年6月28日 - ）は、埼玉県川口市出身の元プロ野球選手（投手）。右投右打。

## 経歴

### プロ入り前
中学校時代は軟式野球部に所属し埼玉県大会で優勝。浦和実業高校から平成国際大学へ進みリーグ通算5勝、2006年に社会人野球のJR東日本東北に入社。ここで素質が開花し、攝津正と2枚看板として活躍した。第78回都市対抗野球大会に補強選手で出場。大学の先輩と後輩にはチームメイトとなる山崎敏と牧田和久がいた。
2007年の大学・社会人ドラフトで埼玉西武ライオンズから1巡目で指名を受けて入団。この年不正スカウト問題で西武は高校生ドラフトの1・2順の指名権をはく奪され、「高校BIG3」と言われた由規、中田翔、唐川侑己には指名参加できなかったため、平野により注目が集まった。なお、入団当初の背番号は19だった。

### 西武時代
2008年には、5月3日の対千葉ロッテマリーンズ戦（千葉マリンスタジアム）に2番手投手として一軍デビューを果たしたが、1回2/3を投げて5失点という内容で5月8日に出場選手登録を抹消された。7月8日の再登録を経て、7月23日の対東北楽天ゴールデンイーグルス戦（西武ドーム）で一軍初先発。5回2/3を投げて3失点（自責点2）という内容で一軍初勝利を挙げたため、試合後には自身初のヒーローインタビューを経験した。
2009年には、4月16日の福岡ソフトバンクホークス戦（福岡Yahoo!JAPANドーム）7回裏から救援で登板。3イニングを無失点に抑えた末に、一軍での初セーブを挙げた。
2010年には、7月15日の対北海道日本ハムファイターズ戦（西武ドーム）で一軍初完封勝利を記録。シーズン通算では、一軍公式戦で4勝4敗という成績を残した。フレッシュオールスターゲームでは、左肩痛で出場を辞退した同僚の菊池雄星に代わって補充選手に選ばれたが、実際には登板の機会がなかった。
2011年には、6月4日の対中日ドラゴンズ戦（ナゴヤドーム）で一軍初ホールドを記録した。一軍公式戦には8試合に先発。1試合で完投したものの、0勝5敗で終わっている。
2012年はシーズン初登板となった5月27日の阪神タイガース戦で6回1失点（自責点0）と好投し、勝利投手の権利を保持していたが、救援した長田秀一郎がクレイグ・ブラゼルに同点本塁打を浴び、勝利投手を逃した。その後も2試合に先発登板したが、いずれも序盤のリードを守れなかったため、シーズン未勝利に終わった。シーズン終了後に、背番号を23へ変更した。
2013年には、左脇腹痛などの怪我の影響で、入団後初めて一軍公式戦への登板機会がなかった。
2014年には、8月14日の対オリックス・バファローズ戦（西武ドーム）で、救援投手として自身2年ぶりの一軍登板を果たした。その一方で、8月30日の同カードでは、2死を取っただけで7失点を記録。翌8月31日に登録を抹消されると、そのままシーズンを終えた。
2015年には2年ぶりに、シーズンを通じて二軍で過ごした。10月27日に球団から戦力外通告を受けたことを機に、現役を引退した。

### 引退後
2016年より球団職員となり、球団合宿所「若獅子寮」の副寮長兼育成担当に就任。2017年からは二軍用具担当兼マネジャー補佐、2020年からは二軍マネージャー専任。

## プレースタイル
しなやかな腕の振りから繰り出される平均球速143km/h、最速151km/hのストレートが持ち味。スライダーや決め球のフォークボールなども投げるが、現役時代には「ストレートが武器だと思っているので、小手先に頼らず直球勝負したいです」と語っていた。

## 詳細情報

### 年度別投手成績
| 年 度    | 球 団    | 登 板 | 先 発 | 完 投 | 完 封 | 無 四 球 | 勝 利 | 敗 戦 | セ 丨 ブ | ホ 丨 ル ド | 勝 率 | 打 者 | 投 球 回 | 被 安 打 | 被 本 塁 打 | 与 四 球 | 敬 遠 | 与 死 球 | 奪 三 振 | 暴 投 | ボ 丨 ク | 失 点 | 自 責 点 | 防 御 率 | W H I P |
| -------- | -------- | ----- | ----- | ----- | ----- | -------- | ----- | ----- | -------- | ----------- | ----- | ----- | -------- | -------- | ----------- | -------- | ----- | -------- | -------- | ----- | -------- | ----- | -------- | -------- | ------- |
| 2008     | 西武     | 11    | 3     | 0     | 0     | 0        | 1     | 2     | 0        | 0           | .333  | 128   | 25.0     | 41       | 6           | 11       | 0     | 0        | 21       | 3     | 0        | 29    | 23       | 8.28     | 2.08    |
| 2009     | 西武     | 5     | 2     | 0     | 0     | 0        | 0     | 1     | 1        | 0           | .000  | 87    | 19.2     | 18       | 3           | 10       | 1     | 1        | 15       | 1     | 0        | 12    | 12       | 5.49     | 1.42    |
| 2010     | 西武     | 11    | 11    | 1     | 1     | 0        | 4     | 4     | 0        | 0           | .500  | 275   | 65.2     | 71       | 11          | 14       | 0     | 3        | 34       | 3     | 0        | 32    | 32       | 4.39     | 1.30    |
| 2011     | 西武     | 23    | 8     | 1     | 0     | 0        | 1     | 6     | 0        | 1           | .143  | 282   | 64.0     | 72       | 10          | 22       | 1     | 2        | 36       | 5     | 0        | 41    | 32       | 4.50     | 1.47    |
| 2012     | 西武     | 3     | 3     | 0     | 0     | 0        | 0     | 0     | 0        | 0           | .000  | 61    | 14.0     | 19       | 3           | 2        | 0     | 0        | 5        | 1     | 0        | 6     | 5        | 3.21     | 1.50    |
| 2014     | 西武     | 7     | 0     | 0     | 0     | 0        | 0     | 0     | 0        | 1           | .000  | 43    | 8.1      | 10       | 1           | 8        | 1     | 0        | 4        | 0     | 0        | 8     | 8        | 8.64     | 2.16    |
| NPB：6年 | NPB：6年 | 60    | 27    | 2     | 1     | 0        | 6     | 13    | 1        | 2           | .316  | 876   | 196.2    | 231      | 34          | 67       | 3     | 6        | 115      | 13    | 0        | 128   | 112      | 5.13     | 1.52    |

### 記録
- 初登板：2008年5月3日、対千葉ロッテマリーンズ7回戦（千葉マリンスタジアム）、6回裏に2番手で救援登板、1回2/3を5失点
- 初先発登板・初勝利・初先発勝利：2008年7月23日、対東北楽天ゴールデンイーグルス12回戦（西武ドーム）、5回2/3を2失点
- 初奪三振：同上、1回表にホセ・フェルナンデスから見逃し三振
- 初セーブ：2009年4月16日、対福岡ソフトバンクホークス3回戦（福岡Yahoo!JAPANドーム）、7回裏に4番手で救援登板・完了、3回無失点
- 初完投勝利・初完封勝利：2010年7月15日、対北海道日本ハムファイターズ15回戦（西武ドーム）、5奪三振
- 初ホールド：2011年6月4日、対中日ドラゴンズ4回戦（ナゴヤドーム）、7回裏に2番手で救援登板、1回無失点

### 背番号
- 19（2008年 - 2012年）
- 23（2013年 - 2015年）